# Grand Moineau
Passer motitensis
Espèce
Statut de conservation UICN

 LC  : Préoccupation mineure
Le Grand Moineau (Passer motitensis) est une espèce d’oiseaux de la famille des Passeridae.

## Répartition
Son aire s'étend à travers le nord de l'Afrique australe.